# David Baev
David Al'bertovič Baev (in russo Баев Давид Альбертович?; osseto: Байаты Алберты фырт Давид; Vladikavkaz, 7 novembre 1997) è un lottatore russo, specializzato nella lotta libera.

## Biografia
Ai campionati mondiali di Nur-Sultan 2019 ha vinto la medaglia d'oro nel torneo dei 70 chilogrammi, battendo in finale il kazako Nurkozha Kaipanov.

## Palmarès
- Mondiali

Nur-Sultan 2019: oro nei 70 kg.
- Mondiali U23

Bucarest 2018: argento nei 70 kg.
- Mondiali junior

Tampere 2017: oro nei 66 kg.
- Europei junior

Bucarest 2016: oro nei 66 kg.
- Mondiali cadetti

Snina 2014: oro nei 58 kg.